# Bokstavsträd
Bokstavsträd, även kallat Ormträd eller Tigerträd (Brosimum guianense) är en mullbärsväxtart som först beskrevs av Jean Baptiste Christophe Fusée Aublet, och fick sitt nu gällande namn av Huber och Adolpho Ducke. Brosimum guianense ingår i släktet Brosimum och familjen mullbärsväxter. Inga underarter finns listade i Catalogue of Life.
Brosimum guianense växer på Trinidad och lämnar ett brunrött, fläckigt, genom sin stora tyngd och hårdhet utmärkt virke, snake-wood som använt för tillverkning av käppar och piskskaft, liksom till fiolstråkar eller modelleringsstavar.

## Bildgalleri

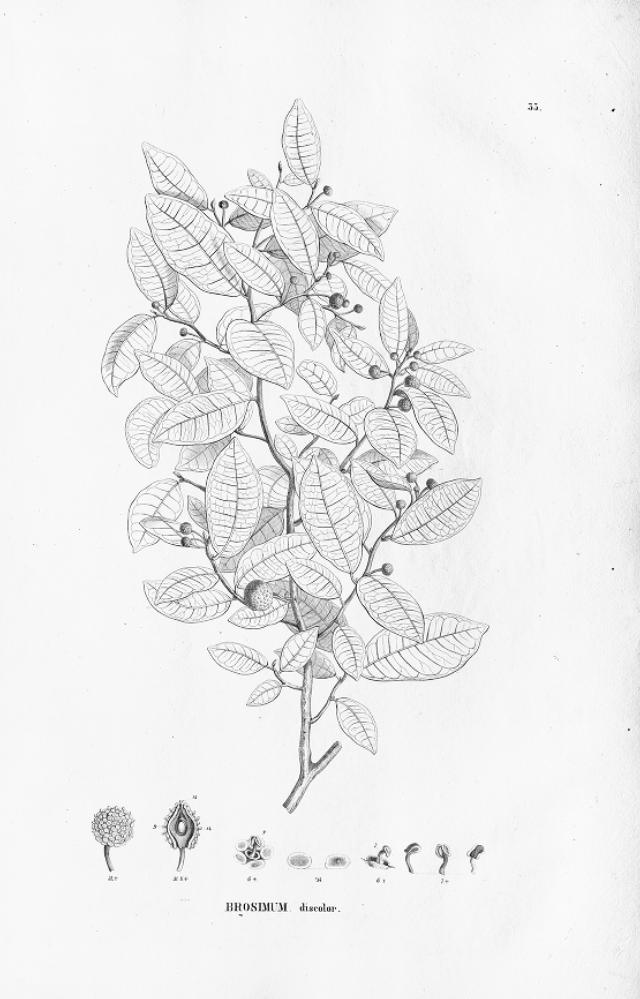
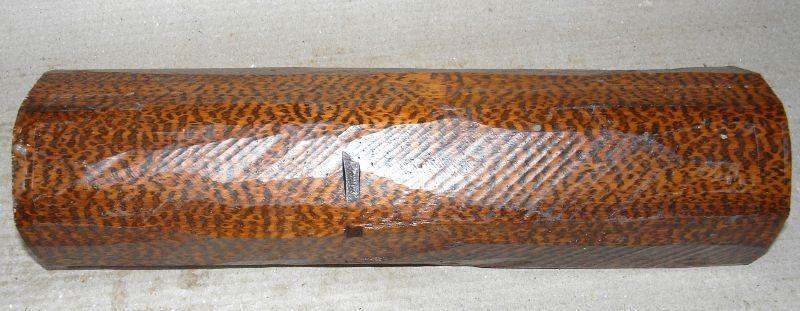
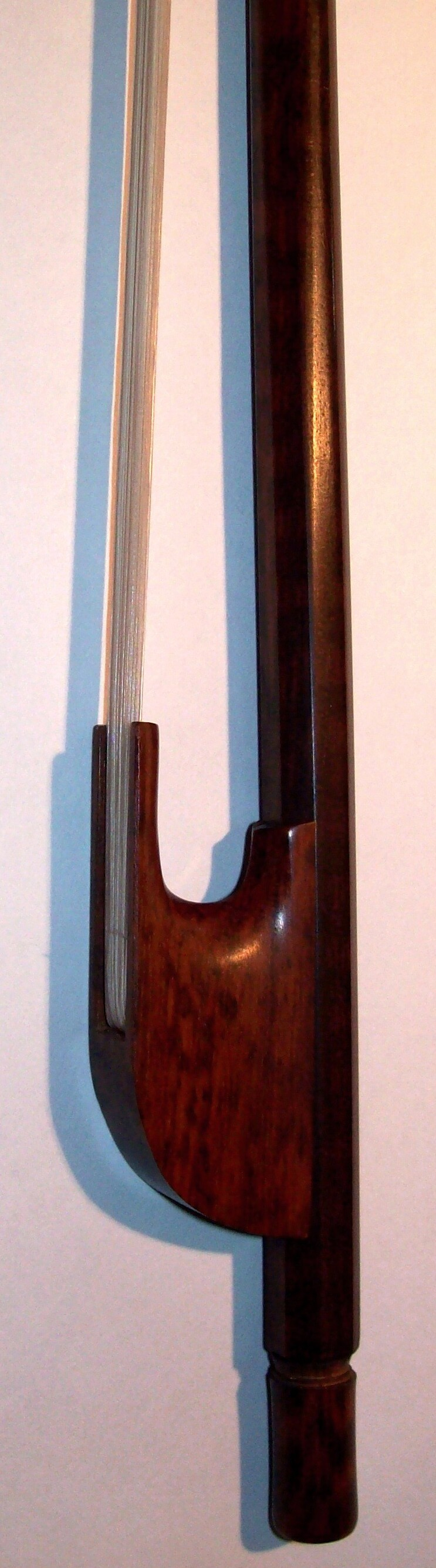